# Cao Hùng (huyện)
Huyện Cao Hùng (Hán văn phồn thể: 高雄縣; Bính âm thông dụng: Gaosyóng Siàn; Bính âm Hán ngữ: Gāoxióng Xiàn; Wade-Giles: Kao-hsiung Hsien; Pe̍h-ōe-jī: Ko-hiông-kōan) là một huyện cũ ở phía nam Đài Loan, huyện này bao quanh nhưng không thuộc thành phố Cao Hùng. Vào ngày 25 tháng 12 năm năm 2010, huyện đã được sáp nhập vào thành phố Cao Hùng để thành một đô thị duy nhất. Huyện này có thành phố Phượng Sơn, 3 trấn và 22 hương. Huyện có diện tích 2.792,66 km², dân số thời điểm tháng 1 năm 2009 là 1.243.870 người, mật độ dân số là 445,4 người/km².

## Hành chính

### Thành phố
- Phượng Sơn

#### Các trấn
- Trấn Cương Sơn (岡山鎮)
- Trấn Mỹ Nùng (美濃鎮)
- Trấn Kỳ Sơn (旗山鎮)